# Entoloma
Entoloma (Fr. ex Rabenh.) P. Kumm., 1871 è un genere di funghi basidiomiceti appartenente alla famiglia Entolomataceae.
Vi appartengono funghi di dimensioni medie o medio-grandi, molti dei quali sono commestibili, alcuni apprezzati particolarmente perché nascono in primavera (come Entoloma aprile, Entoloma clypeatum); alcune specie sono velenose come Entoloma sinuatum (= E. lividum), molto velenoso, anche mortale.
Quest'ultima specie è responsabile del maggior numero degli avvelenamenti, per lo più non mortali (a seconda della quantità ingerita); questo perché la stessa viene spesso fatalmente confusa con la Clitocybe nebularis, fungo tradizionalmente consumato ma ormai scientificamente confermato tossico.
Il cappello è biancastro od ocra-grigiastro, grigio; il gambo è più chiaro; le lamelle sono
rosa a maturità, le spore in massa sono rosa di forma poligonale.

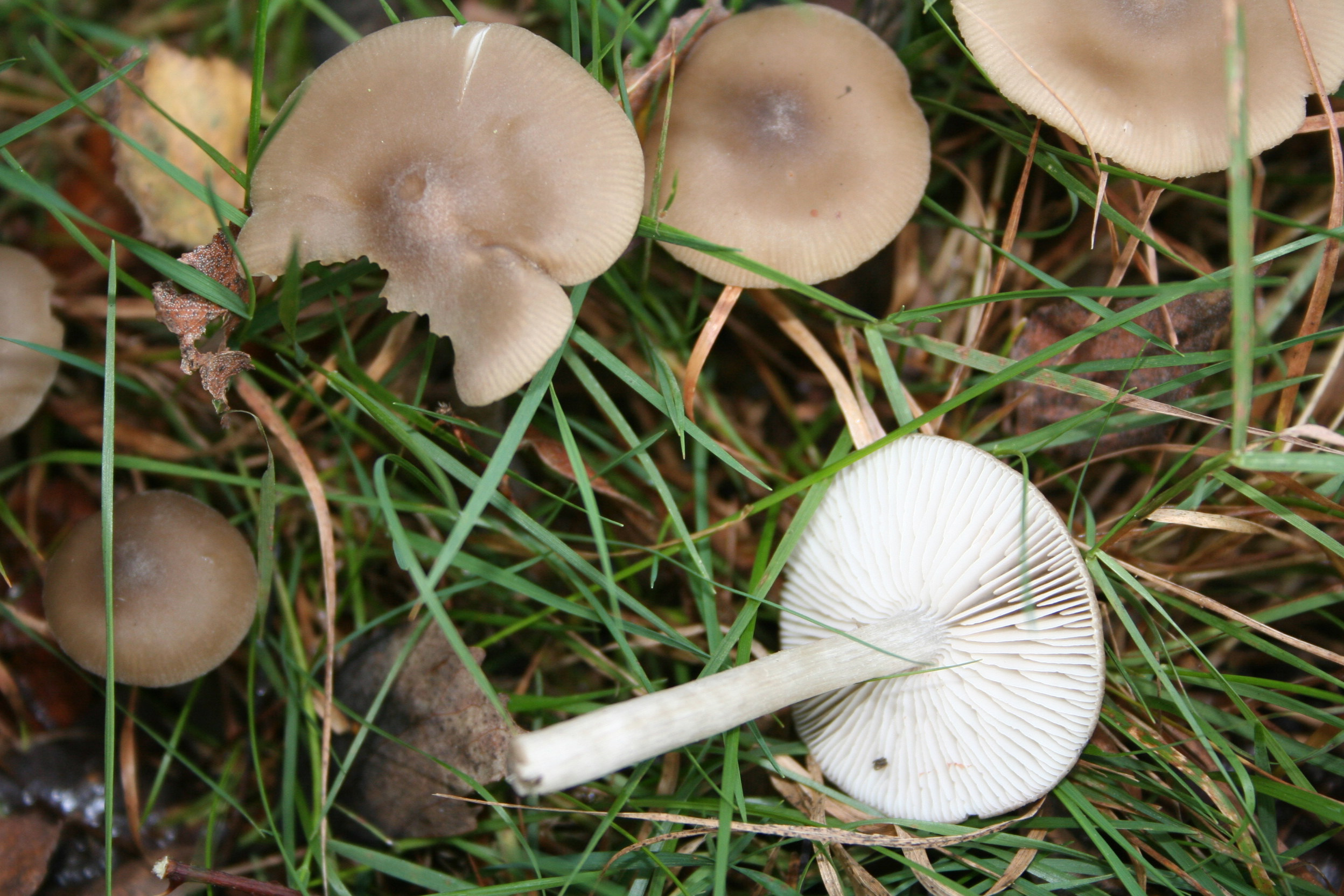
Entoloma minutoalbum

## Etimologia
Dal greco entós (ἐντός) = di dentro e lóma (λῶμα) = orlo, cioè con l'orlo involuto.

## Tassonomia

### Specie diEntoloma
La specie tipo del genere è Entoloma sinuatum (Bull.) P. Kumm. (1871)
Altre specie appartenenti al genere sono:
- Entoloma aberrans E. Horak (1973)
- Entoloma acuticystidiosum E. Horak (1973)
- Entoloma aethiops (Scop.) Hesler (1967)
- Entoloma albidum Murrill (1917)
- Entoloma aprile
- Entoloma aromaticum E. Horak (1973)
- Entoloma asprelloides G. Stev. (1962)
- Entoloma asprellum (Fr.) Fayod (1889)
- Entoloma atrellum E. Horak (1973)
- Entoloma brunneolilacinum E. Horak (1973)
- Entoloma canoconicum E. Horak (1976) [1975]
- Entoloma cavipes E. Horak (1973)
- Entoloma cerinum E. Horak (1973)
- Entoloma chloroxanthum G. Stev. (1962)
- Entoloma clypeatum (L.) P. Kumm. (1871)
- Entoloma colensoi G. Stev. (1962)
- Entoloma conferendum (Britzelm.) Noordel. (1980)
- Entoloma congregatum G. Stev. (1962)
- Entoloma convexum G. Stev. (1962)
- Entoloma corneum E. Horak (1973)
- Entoloma crinitum E. Horak (1973)
- Entoloma croceum E. Horak (1980)
- Entoloma cucurbita E. Horak (1973)
- Entoloma deceptivum E. Horak (1973)
- Entoloma depluens (Batsch) Hesler (1967)
- Entoloma eulividum Noordel. (1985) [nom. nov.]
- Entoloma farinolens E. Horak (1973)
- Entoloma fuscum (Cleland) E. Horak (1980)
- Entoloma gelatinosum E. Horak (1973)
- Entoloma gracile G. Stev. (1962)
- Entoloma haastii G. Stev. (1962)
- Entoloma hirtipes (Schumach.) M.M. Moser
- Entoloma hochstetteri (Reichardt) G. Stev. (1962)
- Entoloma imbecille (E. Horak) E. Horak 1980; Entolomataceae
- Entoloma incanum (Fr.) Hesler (1967)
- Entoloma lampropus (Fr.) Hesler (1967) [as 'lampropodum']
- Entoloma lanceolatum Wölfel & Hauskn. (1999)
- Entoloma latericolor E. Horak (1976) [1975]
- Entoloma lividoalbum (Kühner & Romagn.) Kubicka (1975)
- Entoloma mariae G. Stev. (1962)
- Entoloma melanocephalum G. Stev. (1962)
- Entoloma melleum E. Horak (1973)
- Entoloma minutoalbum E. Horak (1976) [1975] [nom. nov.]
- Entoloma nitidum Quél. (1883)
- Entoloma niveum G. Stev. (1962)
- Entoloma nothofagi sensu G. Stev. (1962)
- Entoloma obrusseum E. Horak (1980) [nom. nov.]
- Entoloma panniculum (Berk.) Sacc. (1887)
- Entoloma parsonsiae G. Stev. (1962) [as 'parsonsii']
- Entoloma pascuum (Pers.) Donk (1949)
- Entoloma peralbidum E. Horak (1973)
- Entoloma perplexum E. Horak (1973)
- Entoloma perzonatum E. Horak (1973)
- Entoloma phaeomarginatum E. Horak (1973)
- Entoloma placidum (Fr.) Noordel. (1981)
- Entoloma pleopodium (Bull. Ex DC) Nordeloos
- Entoloma pluteimorphum E. Horak (1980) [nom. nov.]
- Entoloma porphyrescens E. Horak (1973)
- Entoloma procerum G. Stev. (1962)
- Entoloma psittacinum (Romagn.) E. Horak (1976) [1975]
- Entoloma rancidulum E. Horak (1973)
- Entoloma readiae G. Stev. (1962) [as 'readii']
- Entoloma saepium (Noulet & A. Dass.) Richon & Roze (1886)
- Entoloma sericellum (Fr.) P. Kumm. (1871)
- Entoloma sericeum Quél. (1872) [as 'sericeus'] [nom. nov.]
- Entoloma serratomarginatum Horak (1980)
- Entoloma staurosporum (Bres.) E.Horak (1976) [1975]
- Entoloma strictum G. Stev. (1962)
- Entoloma sulphureum E. Horak (1973)
- Entoloma translucidum E. Horak (1973)
- Entoloma uliginicola E. Horak (1980) [as 'uligincola']
- Entoloma virescens (Berk. & M.A. Curtis) E. Horak ex Courtec. (1986)
- Entoloma viridomarginatum (Cleland) E. Horak (1980)
- Entoloma vulsum E. Horak (1973)

### Sinonimi
- Agaricus trib. Eccilia Fr., Syst. mycol. (Lundae) 1: 10, 207 (1821)
- Agaricus trib. Entoloma Fr. ex Rabenh., Deutschl. Krypt.-Fl. (Leipzig) 1: 508 (1844) (basionimo)
- Agaricus trib. Leptonia Fr., Syst. mycol. (Lundae) 1: 10, 201 (1821)
- Agaricus trib. Nolanea Fr., Syst. mycol. (Lundae) 1: 204 (1821)
- Alboleptonia Largent & R.G. Benedict, Mycologia 62(3): 439 (1970)
- Arenicola Velen., Opera Bot. Ćech. 4: 62 (1947)
- Claudopus Gillet, Hyménomycètes (Alençon): 426 (1876) [1878]
- Clitopiloidea (Romagn.) Largent, Entolomatoid fungi of the Western United States and Alaska (Eureka): 30 (1994)
- Eccilia (Fr.) P. Kumm., Führ. Pilzk. (Zerbst): 94 (1871)
- Entoloma subgen. Nolanea (Fr.) anon.
- Fibropilus (Noordel.) Largent, Entolomatoid fungi of the Western United States and Alaska (Eureka): 32 (1994)
- Inocephalus (Noordel.) P.D. Orton, Mycologist 5(3): 130 (1991)
- Inopilus (Romagn.) Pegler, Kew Bull., Addit. Ser. 9: 345 (1983)
- Lanolea Nieuwl., Am. Midl. Nat. 4: 381 (1916)
- Latzinaea Kuntze, Revis. gen. pl. (Leipzig) 2: 857 (1891)
- Leptonia (Fr.) P. Kumm., Führ. Pilzk. (Zerbst): 96 (1871)
- Leptoniella Earle, Bull. New York Bot. Gard. 5: 424 (1909)
- Nolanea (Fr.) P. Kumm., Führ. Pilzk. (Zerbst): 95 (1871)
- Omphaliopsis (Noordel.) P.D. Orton, Mycologist 5(4): 173 (1991)
- Paraeccilia Largent, Entolomatoid fungi of the Western United States and Alaska (Eureka): 368 (1994)
- Paraleptonia (Romagn. ex Noordel.) P.D. Orton, Mycologist 5(4): 174 (1991)
- Pouzarella Mazzer, Biblthca Mycol. 46: 69 (1976)
- Pouzaromyces Pilát, Sb. nár. Muz. Praze, B 9(2): 60 (1953)
- Rhodophyllus Quél., Enchir. fung. (Paris): 57 (1886)
- Rhodophyllus subgen. Inopilus Romagn., Bull. mens. Soc. linn. Lyon 43: 329 (1974)
- Rhodophyllus subgen. Paraleptonia Romagn., Les Rhodophylles de Madagascar: 43 (1941)
- Rhodophyllus subgen. Trichopilus Romagn., Beih. Nova Hedwigia 59: 66 (1978)
- Trichopilus (Romagn.) P.D. Orton, Mycologist 5(4): 175 (1991)[4]